# FGM-148 ジャベリン
FGM-148 ジャベリン （FGM-148 Javelin）は、アメリカ合衆国でM47 Dragonの後継として開発された歩兵携行式多目的ミサイル。

## 概要

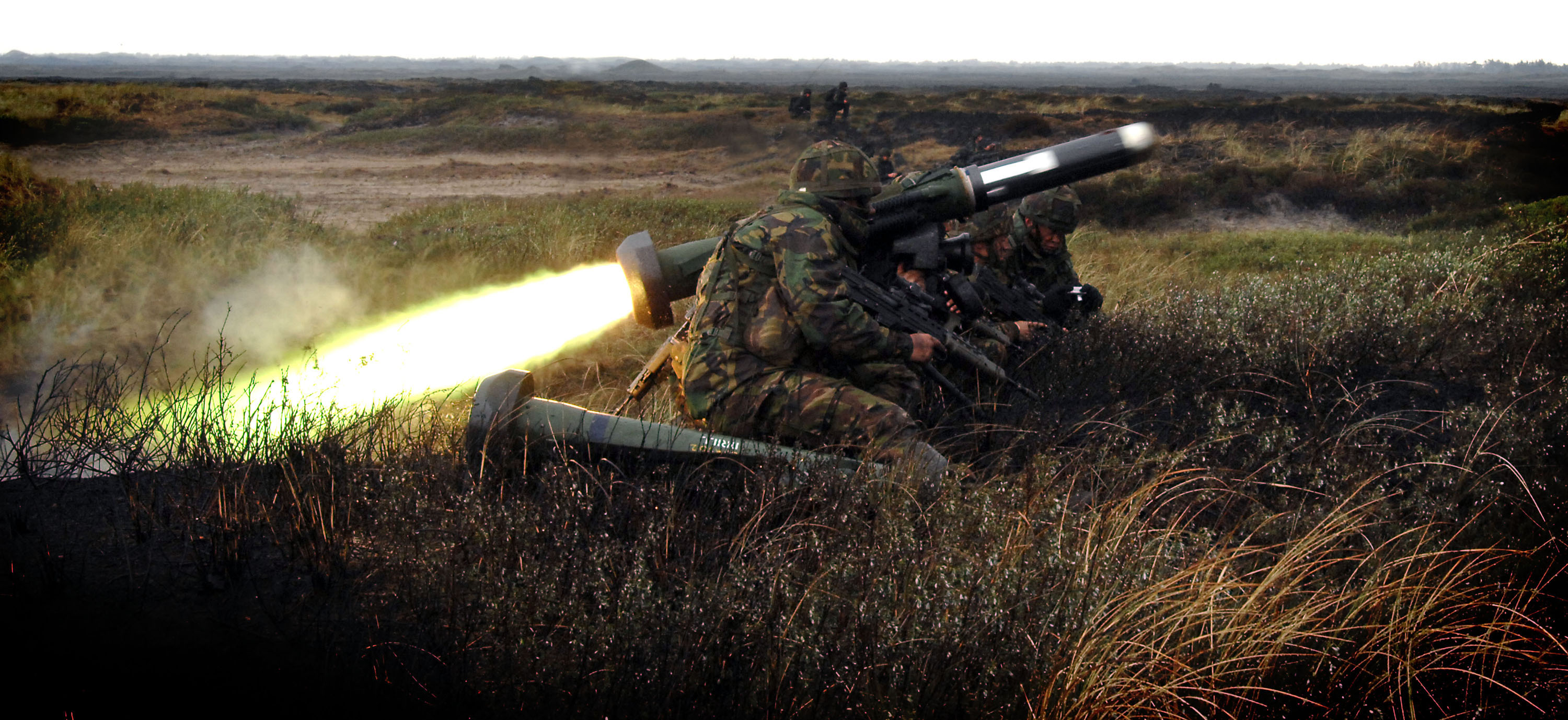
FGM-148のバックブラスト（発射時の後方への爆炎）

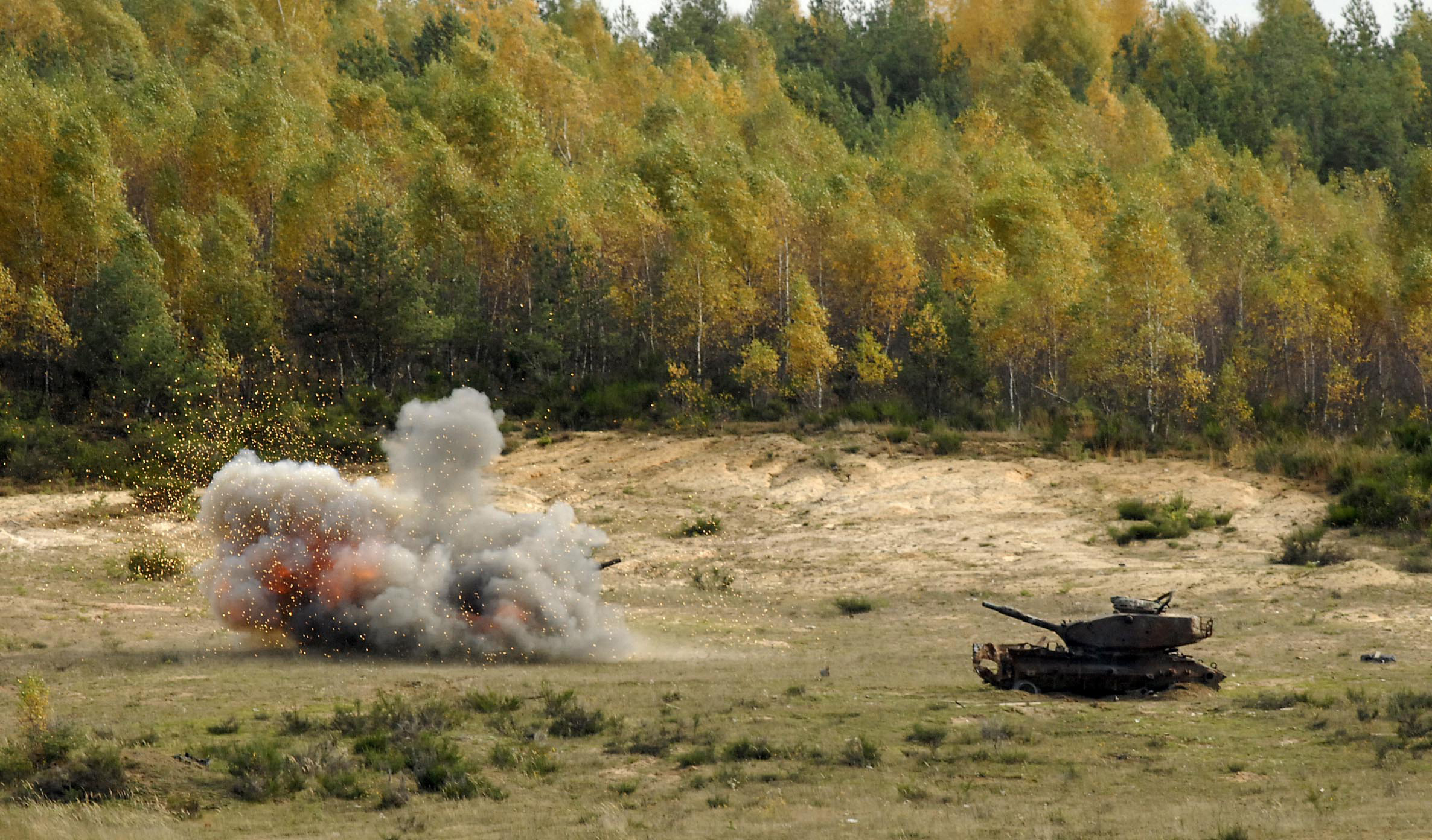
弾着の様子

主目標は戦車などの装甲戦闘車両であるが、建築物や野戦築城、さらには低空を飛行するヘリコプターへの攻撃能力も備える。完全な「撃ちっ放し」（ファイア・アンド・フォーゲット）機能、発射前のロックオン・自律誘導能力、バックブラストを抑え室内などからでも発射できる能力などを特長とする。携帯時や運用時に精密な発射管制装置の部分を損傷させないために、ボルトに装着したナットのようなシルエットを持つリテーナーを前後部もしくは後部のみに装着して供給される。
ミサイルの弾道は、装甲車両に対して装甲の薄い上部を狙うトップアタックモードと、建築物などに直撃させるためのダイレクトアタックモードの2つを選択できる。最高飛翔高度は、トップアタックモードでは高度150m、ダイレクトアタックモードでは高度50m である。射程は、初期バージョンでは 2,000m で、最新バージョンでは 2,500m である。ミサイルは、赤外線画像追尾と内蔵コンピュータによって、事前に捕捉した目標に向かって自律誘導される。メーカー発表によれば、講習直後のオペレーターでも94%の命中率を持つという。
弾頭は、タンデム成形炸薬を備えている。これは、メイン弾頭の前に、より小さなサブ弾頭を配置したもので、サブ弾頭により爆発反応装甲などの増加装甲を無力化した後にメイン弾頭が主装甲を貫通するように設計されている。
FGM-148は、CLU（Command Launch Unit）と呼ばれる発射指揮装置の部分と、弾薬の部分（LTA（Launch Tube Assembly）と呼ばれる発射筒体と、発射筒に収められたミサイル本体）から構成されている。総重量は22キログラム。ミサイル本体は射出用ロケットモーターによって発射筒から押し出され、数m飛翔した後に安定翼が開き、同時に飛行用ロケットモーターが点火される。これにより、バックブラストによって射手の位置が露見する可能性を抑え、後方が塞がっている室内（高さ7フィートx幅12フィートx奥行15フィート）などからも安全に発射することができる。ミサイルは完全自律誘導のため、射手は速やかに退避することができる。
運用は1名でも可能であるが、通常は射手と弾薬手の2名で行う。弾薬手は、発射時の周囲警戒も担当する。
2018年には車載式遠隔操作銃塔（RWS）に搭載したCROWS-Jの運用試験が行われた。

## 開発・配備

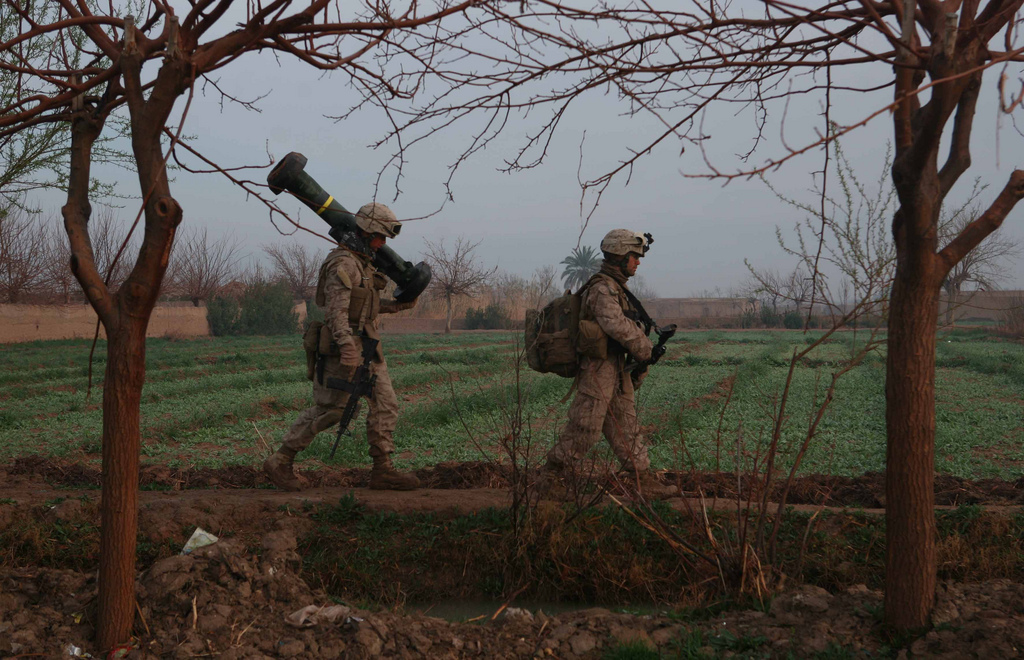
FGM-148を携帯し行軍するアメリカ海兵隊員（アフガニスタン）

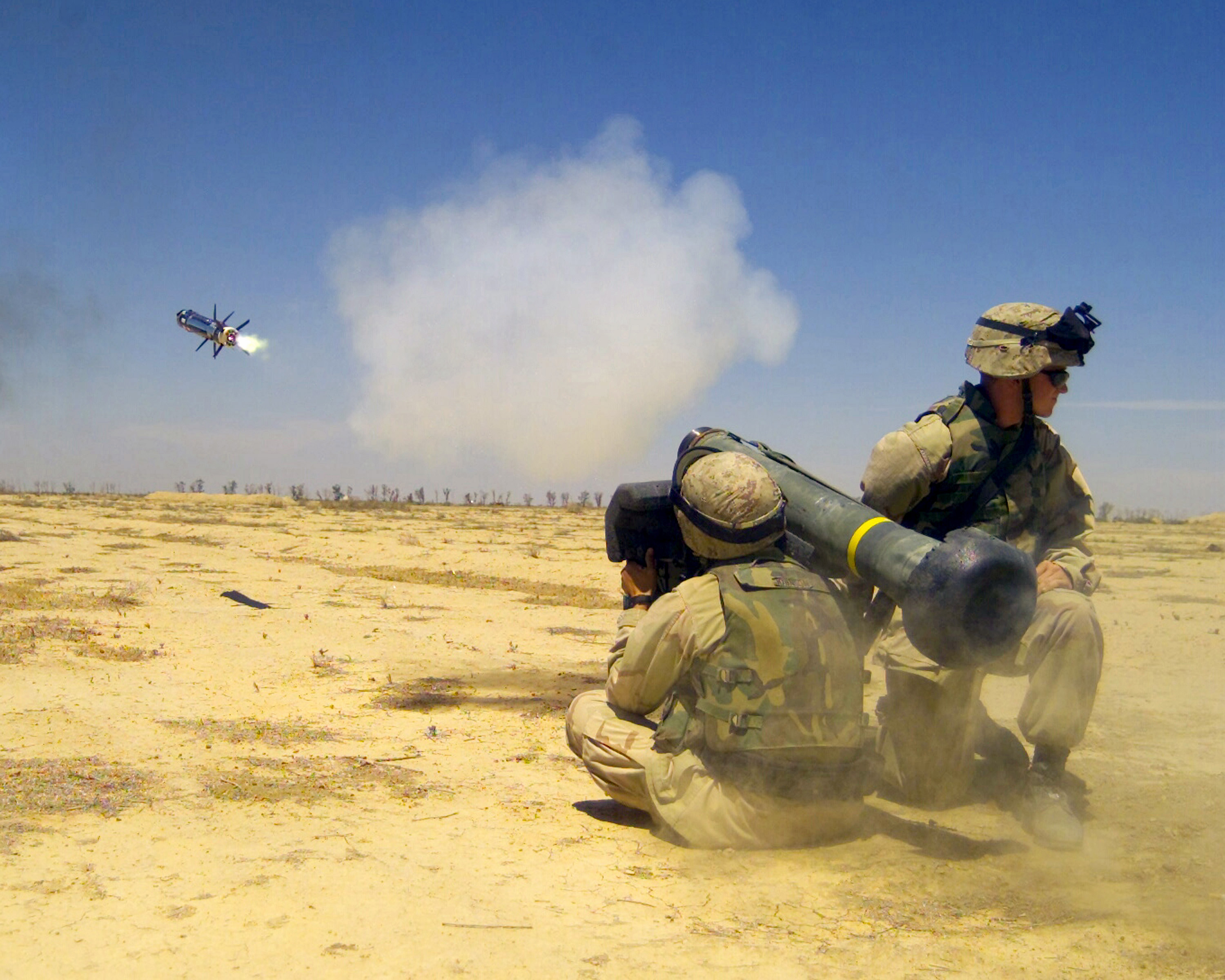
訓練にて発射されるFGM-148

1983年より開発構想が検討され、1991年に初の試射が行われた。アメリカ軍への配備開始は1996年のことである。
FGM-148の開発・製造はテキサス・インスツルメンツ社・マーティン・マリエッタ社（現在はそれぞれ、レイセオン社・ロッキード・マーティン社）の合弁企業であるJAVELIN社による。これまでに20,000基以上のミサイル本体と、3,000基以上のCLU（Command Launch Unit。分離可能な発射機と照準器のセットで、これによりFGM-148は安全な場所から目標を狙い、離れた場所にある発射機からミサイルを発射するといった運用が可能になる）が納入されている。
2002年には、台湾（中華民国）に360基のミサイルと40基の発射機・トレーニング機器・兵站サポート、そして、トレーニングプログラムまでを包括的提供する契約が3,900万USドルで締結された。これは、計算上ミサイル1基あたりにつき約10万USドルに相当する。
2003年1月には、イギリス国防省が軽誘導対戦車兵器（Light Forces Anti-Tank Guided Weapon System, LFATGWS）トライアルにおいてFGM-148を採用することを決定した。2005年から旧式のミランからの転換が進んでいる。
歩兵の携行装備の中でも非常に高価な装備であるため、世界中の軍隊において実射訓練の多いアメリカ陸軍さえ訓練にはシミュレーターを使用する。このシミュレーターにおいて好成績を残した者のみが実機での実射訓練を行える。
2003年のイラク侵攻作戦（イラク戦争）において初めて実戦使用された。
2017年12月22日、アメリカは、国内の混乱が続くウクライナに対して、ジャベリンなど対戦車ミサイルを含む防衛装備の提供を行うことを表明している。
2022年2月24日より開始されたロシア連邦軍によるウクライナ侵攻（2022年ロシアのウクライナ侵攻）では、ウクライナ軍によってアメリカから供与されたジャベリンが多数使用され、ロシア陸軍の戦車・装甲車などの装甲戦闘車両に対して多大な戦果を挙げている。

## 性能
- 装甲貫徹力：RHA換算600mm以上
- 所要時間：発射準備30秒以下、再装填20秒以下
- 発射指揮装置（CLU）
  - パッシブ目標捕捉・諸元入力
  - 内蔵熱源暗視装置 - 4倍率（昼間）、4倍率または9倍率（夜間）
  - バッテリー有効時間 - 4時間
- 価格：175,203USドル（ミサイル部分、2021年）

## エピソード
2022年ロシアのウクライナ侵攻において、ウクライナ軍のジャベリンはロシア陸軍の戦車・装甲車等の戦闘車両に対して効果を発揮したことから、ウクライナではロシアへの抵抗の象徴として「聖ジャベリン」とも呼ばれている。

## 採用国
- オーストラリア：発射機92基
- バーレーン
- カナダ：発射機200基
- チェコ

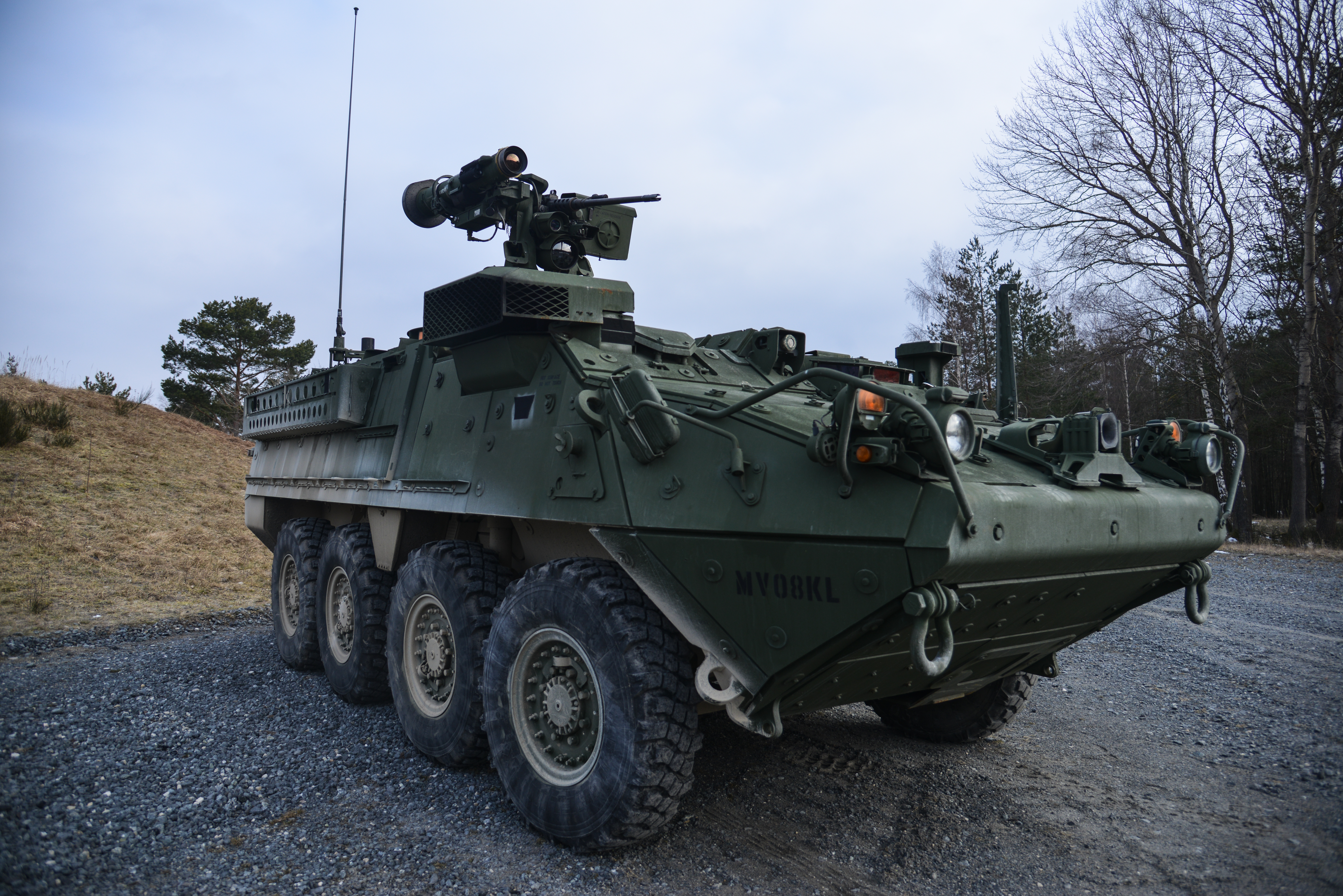
ストライカーに搭載されたCROWS-J

- フランス：2023年時点で、フランス陸軍が保有[5]。
- ジョージア : 2024年時点で、ジョージア陸軍が保有[6]。
- アイルランド：アイルランド陸軍が対戦車火器として制式採用し、2025年時点で歩兵大隊内の支援中隊対戦車小隊に配備している[7]。発射機60基
- ヨルダン：発射機30基
- リトアニア：発射機30基
- ニュージーランド：発射機24基
- ノルウェー：発射機90基
- オマーン：2023年時点で、オマーン陸軍が保有[8]。
- カタール[9]
- サウジアラビア
- 中華民国（台湾）：発射機60基
- ウクライナ：アメリカによる兵器支援[3]

- アラブ首長国連邦
- イギリス
- アメリカ合衆国

## 類似のシステム
- スパイク LR/MR
- 01式軽対戦車誘導弾
- en:HJ-12

## 登場作品

### 映画
『宇宙戦争』
終盤、アメリカ陸軍がカールグスタフと一緒に宇宙人の侵略兵器に対して使用する。
『ホワイトハウス・ダウン』
ホワイトハウスを占領したテロリストが、デルタフォース隊員を乗せてホワイトハウスに近づいてくるMH-60 ブラックホークへの攻撃に使用し、3機とも撃墜する。劇中では「地対空ミサイル」と表記・呼称される。
『ワイルド・スピード/ファイヤーブースト』
終盤、とある裏切り者により主人公のドムを助けに来た仲間と車を乗せたC-2を撃墜した。

### 漫画
『ヨルムンガンド』
東欧某国の内務省特殊部隊「ボスフォート6」の隊員がハンヴィーから身を乗り出して2発使用するが、1発目はヨナの放ったM67破片手榴弾が空中で爆発したため撃墜され、2発目を撃とうとしたところをヨナの射撃によって射撃手を倒され、無力化される。
『機動戦士ガンダム オペレーション:トロイ』
ザクⅡやマゼラアタックに対して使用される。ザクⅡに対しては関節や脚部、武器を集中的に狙うことで効果的に無力化している。一方でマゼラアタックに対しては多層的に配置された空間装甲やリアクティブアーマーに阻まれ撃破に失敗するなど苦戦を強いられる。

### ゲーム
『America's Army』
実際の訓練と同じく、シミュレーター後に実射訓練を受ける形式。
『Operation Flashpointシリーズ』
『OFP:DR』
アメリカ海兵隊陣営で使用可能な対戦車ミサイルとして登場する。名称が「FGM-148」ではなく「FMG-148」となっている。

『WarRock』
日本版に2008年11月20日に実装された。壁越しに敵兵器を捕捉できるが、姿勢が限られる、建物に対して攻撃できない、弾道が中途半端で命中しにくいなど、実物とは大きく異なる仕様になっている。
『コール オブ デューティシリーズ』
『CoD4』
敵戦闘車両の破壊が必要なシーンに出現する。本作のテーマを象徴する兵器でもある。HUDは実物に似せてあり、ゲーム中では壁越しにロックオンできる。
『CoD:MW2』
キャンペーン、マルチプレイなどで使用可能。キャンペーンではロシア軍の航空機や車両に向けて発射可能。
『CoD:MW3』
Act II「Iron Lady」の終盤、エッフェル塔付近の橋に追い込まれたプレイヤーたちの近くに落ちており、プレイヤーが使用してロシア軍のT-72やBTR-80を破壊することが可能。
『CoD:MW(2019)』
「JOKR」の名称で登場。
『CoD:MWII』
前作と同様に「JOKR」の名称で登場。

『バトルフィールドシリーズ』
『BF3』
マルチプレイ（工兵アンロック武器）・COOPモード（OPERATION EXODUS）で使用可能。マルチプレイでは他の偵察兵の装備品「SOFLAM」（赤外線照準器）を使用する事でトップアタックモード運用が可能（また、これにより航空機への使用も可能）。
『BF4』
工兵の専用武器として登場。実物とは違い、ミサイル発射後も着弾まで目標をロックしておく必要がある。しかし、PLDやSOFLAMなどでロックオンしてもらうことにより、撃ち放し・トップアタックモードが使用可能になる。

『フォートナイト』
「アンヴィルロケットランチャー」という名称で登場。
『メタルギアソリッド4』
発射後、R3スティックで操作可能。非常に威力が高く、レールガンと並んで唯一月光を一撃で破壊できる兵器でもある。トップアタックモードは使用できず、ダイレクトアタックモードのみの仕様となっている。ヘリコプターに向けてロックオン・攻撃も可能。
『龍が如く5 夢、叶えし者』
東城会の構成員が使用。桐生に向かって撃つがかわされてしまい、八幡組の車に着弾する。